# Ворошиловець (артилерійський тягач)
Важкий артилерійський тягач «Ворошиловець» (рос. Ворошиловец) — радянський важкий артилерійський тягач, який вироблявся з 1939 по 1 вересня 1941 року.

## Історія створення
Після появи у Червоної армії в середині 30-х років артилерії великої потужності (калібрів з 152 до 305 мм) з'явилась потреба у тягачі, здатному пересуватись з причепом масою 20 т та швидкістю до 30 км/год.
Ці потреби й лягли в основу замовлення ГАУ на новий важкий тягач з танковим двигуном, виданого Харьківському потягобудівельному заводу ім. «Комінтерна» (завод № 183) у 1935 році.
Над створенням тягача, названого згодом «Ворошиловець», працював колектив конструкторів тракторного відділу «200» (ТРО). У групи розробників входили:
- Група компоновки — очолював Д. М. Іванов
- Група двигунного остаткування — П. Е. Лібенко та И.3. Ставцев
- Трансмиссію — В. М. Крічевский, С.3. Сідельников та В. П. Каплін
- Ходова частина — П. Г. Ефременко та А. И. Автомонов
- Допоміжне обладнання — И. В. Дудко та Ю. С. Миронов
- Розробку очолював головний конструктор Н. Г. Зубарева.

До кінця 1935 року, майже за декілька місяців, випустили всю техдокументацію. У 1936 році були збудовані два зразки, які протягом двох років проходили заводські й польові випробування. У березні 1937 року один із них здійснив пробіг у Москву (та назад), де був продемонстрований в Кремлі. Машина справила хороше враження та була схвалена верховним керівництвом. Влітку 1938 року на ньому пройшов офіційне випробування новий танковий двигун, отримавший у дефорсованій модифікації для тягача назву В-2В.

## Опис конструкції

### Двигунний відсік
У конструкцію був закладений дослідний швидкохідний танковий дизель В-2В (400 к. с.) — 12-циліндровий V-подібний, 4-тактний, із вприском палива у камеру згоряння та з корпусом з алюмієвих сплавів. Тягач мав компоновку з переднім низьким розташуванням двигуна, послідовно за ним — агрегатів трансмісії, лебідки та привода задніх провідних валів.
Через бокові виступаючі частини капота, а також через люки у кабіні можливий доступ до моторного відділу. Дизель мав чотири повітряно-мастильні фільтри, з них два — були у кабіні, основою системи запуску були два електростартери по 6 к.с. кожний, та один дублюючий — пневматичний авіаційного типу.
Радіатор набирався зі змінних трубчастих секцій, а 6-лопатний вентилятор мав ремінний привод. Система мащення із «сухим» картером та окремим маслобаком не обмежувала кут підйому та крену машини. Головний фрикціон — багатодисковий сухий, танкового типу, з педальним керуванням. Зв'язаний з карданним валом мультиплікатор подвоював число передач у трансмісії, трохи розвантажував її (обидві щаблі — прискорення).
Далі 4-ступенева коробка передач була виконана в одному корпусі з конічною парою та включала в себе багатодискове бортове фрикційне гальмо по типу танка БТ того ж 183-го заводу.

### Ходова частина
Вісім рівно розташованих здвоєних опорних котків, зведених попарно у балансирні візки з ричажно-пружинною керувальною частиною. Вона рівномірно розподіляла навантаження по гусениці, що позитивно позначалось на прохідних можливостях машини.
Гусениця — сталева дрібноланкова, танкового типу. Змінні додаткові ґрунтозачепи (шпори) додавали тягових якостей гусеницям, але слугували не довго, не більше 50 км.
Реверсивна лебідка, розташована посередині під кузовом, мала горизонтальний барабан ємністю 30 м, та 23-мм трос з подачею його вперед, що наряду з підтягуванням вантажів або причепів (з зусиллям не більш 12 т) давало можливість самовитягування тягача.

### Рама
Зварна з двох поздовжніх швелерів, для жорсткості зв'язаних чисельними поперечними швелерами, «косинками» та майданчиками під агрегати, закривалась знизу листами. Ззаду — поворотний замковий гак з буферними пружинами, розрахованими на підвищену тягову силу.
Машина мала систему електрообладнання з 24-вольтовим кіловатним генератором, чотирма акумуляторами. Повний комплект приладів освітлення та сигналізації. Кабіну, як і раніше, використовували з вантажівки ЗІС-5, але помітно переобладнали та розширили. Спереду великої вантажної платформи площею 5,76 м² розміщувались два паливних баки на 550 л, акумулятори, запас масла, інструмент та вогнегасник.

## Виробництво
Наприкінці 1939 року почалось виробництво (стендова збірка) «ворошиловців». До кінця серпня 1941 року, до евакуації заводу у Нижній Тагіл, їх випустили 1123 шт. На 22 червня 1941-го в армії було 800 машин, але вже 1 липня ця кількість за рахунок мобілізації збільшилась до 975.
З початком війни через нестачу дизельних двигунів типу В-2В, які в той момент вироблялись в першу чергу для Т-34, моторний завод № 75 припинив постачати їх для тягачів з 1 серпня 1941 року.
Тоді на «ворошиловцях» намагались встановити інші двигуни: В-4 (300 к. с) — шестициліндрову «половинку» від В-2 та поширений бензиновий М-17Т (400 к. с.) від танків БТ-7. Восени на артилерійському заводі № 8, що у Підлипках, планували навіть перетворити тягач на самохідну 85-мм зенітну гармату (на основі 52К), але через евакуацію заводу цього так і не сталось.